# Il romanzo di Kheops - Il ladro di ombre
Il ladro di ombre (La Justice du vizir) è il terzo e ultimo volume della trilogia Il romanzo di Kheops, scritta da Christian Jacq. Il libro è stato pubblicato in Francia nel 1993, e in Italia nel 1998.

## Trama
In Egitto si gioca una battaglia importante per la propria sopravvivenza: l'avvenire del regno di Ramses è infatti funestato da vari infausti presagi, tra i quali una piena disastrosa, un attacco di locuste in alcuni villaggi e un'invasione di iene. Per combattere il male che si annida, il visir Pazair ha a disposizione pochi mesi prima della festa di rigenerazione, entro i quali deve sgominare la cospirazione di Bel-Tran, capo della Doppia Casa Bianca e ministro dell'economia, e recuperare il testamento degli dei, che serve come prova che legittima il regno di Ramses. Il primo passo è sfidare l'amnistia ai condannati nel libro precedente, giudicando Sheshi, Qadash e Denes, pedine di Bel-Tran, anche da morti; il visir non può però accusare Bel-Tran e sua moglie Silkis, in quanto godono di appoggi importanti, spesso comprati con ricatti e minacce. Dopo aver perso il suo alleato Iarrot, azzannato da una iena, il siriano ottiene intanto i servigi della dama Tapeni, responsabile dell'arresto di Suti alla fine del secondo libro per vendicarsi dell'adulterio, e di Mentmose, ex capo della polizia di Menfi, che invece vuole vendicarsi di Pazair e Kem; il Ministro delle Finanze conta infatti sul loro aiuto per ostacolare i suoi nemici principali, Pazair e Ramses, tentando di portarli su una politica disastrosa e scontentare il popolo a suo favore. Lo assiste anche dall'inghiottitore di ombre, che tenta a più riprese di uccidere Pazair senza più il sostegno della sua complice Hattusa.
Frattanto, Suti è rinchiuso nella fortezza di Tjaru, in Nubia; il sottoufficiale del fortino viene a sapere di alcune agitazioni nella zona, per cui manda Suti come esca. Pantera raggiunge però Suti e lo libera, e i due si dirigono verso sud, ma per strada vengono braccati e circondati dai nubiani; inizialmente ostili, questi decidono di ospitarli quando riconoscono in Pantera la loro terrificante dea bionda. La libica guida quindi il gruppo aggirando la fortezza di Tjaru, mentre Suti si allena con i guerrieri e si guadagna la loro stima. Udendo poi che il capo precedente dei nubiani andava spesso alla città perduta per recuperare gioielli e placche a forma di foglie d'oro, Suti e Pantera riescono a convincere i nubiani a seguirli. A un certo punto, mosso da un sogno, Suti decide di andare avanti da solo: durante il viaggio, scopre ai piedi di una montagna rossa un accampamento nomade, accanto al quale vi si trova una collina di detriti; incuriosito, Suti la ripulisce e scopre la tanto cercata città perduta, ormai completamente abbandonata e in degrado, ma dove si trovano anche numerosi lingotti d'oro. Pantera e i nubiani raggiungono Suti e scoprono in tal modo anche loro la città perduta, ma durante i festeggiamenti che seguono Suti viene punto da uno scorpione; pur venendo guarito, resta affetto da accessi di cecità notturna. Soddisfatti, i due tornano alla caverna dove si trovavano il carro e l'oro di Asher, ma la trovano vuota, e le tracce che seguono li portano a predoni delle sabbie. Furibondi, Suti e Pantera guidano una spedizione punitiva contro i beduini e i libici, in una battaglia che viene vinta facilmente. In quel momento compare però Adafi, amico del generale Asher, col quale aveva preso quell'oro per un pacifico rientro nelle sue terre. Per riprendersi l'oro, che ora si trova all'accampamento del libico, l'egiziano è obbligato a sfidare Adafi in un duello tra arcieri: il combattimento sembra impari, con un tiratore libico a coprire le spalle al suo capo, ma, aiutato da Pantera che elimina l'ostacolo, Suti uccide Adafi e ottiene i servigi di libici e beduini. Col suo nuovo esercito, Suti e Pantera si incamminano verso nord, e lungo la strada sconfiggono e prendono prigionieri anche un esercito di poliziotti dopo aver teso loro un'imboscata. Raggiunta infine Copto, Suti costringe il governatore a cedergli il controllo della città, evitando inutili spargimenti di sangue, ma poco dopo i festeggiamenti viene a sapere che un esercito tebano sta venendo a combattere i rivoltosi... e alla sua guida c'è Pazair.
Mentre infatti Suti mieteva i suoi successi, Pazair ha intanto continuato la propria lotta contro le forze del male. Per salvare di nuovo Kani, che si sente responsabile di aver quasi rovinato Karnak con la sua pessima gestione nonostante una piena abbondante e le culture intatte, il visir ispeziona insieme a lui, Kem e Uccisore i villaggi circostanti, e ne trovano uno al limite della provincia di Copto: il suo sindaco possiede dei papiri che prova l'esistenza di ricchezze capaci di sanare il deficit di Kani, e che sono state consegnate alla capitale della provincia di Copto; il problema è che il suo villaggio rientrerebbe nella giurisdizione economica di Copto e non del tempio di Karnak. Per risolvere la questione, Pazair e Kem raggiungono il catasto di Tebe, dove si trovano le mappe dei villaggi a nord: le mappe sono aggiornate su richiesta di tre sindaci a causa dell'ultima inondazione che aveva spazzato via i ceppi e cancellato i segni di proprietà, e la nuova misurazione dei terreni è stata diretta da un certo agrimensore menfita di nome Sumenu, inviato dal palazzo reale; il vero Sumenu è però morto due anni fa e un suo sostituto ha modificato le mappe del catasto, cosa che spetta al visir. La controperizia viene compiuta dal superiore della corporazione dei ciechi di Tebe, che conferma l'alteramento del catasto; il capo della provincia di Copto, che ha accettato quelle ricchezze, viene destituito insieme ai tre sindaci e al direttore del catasto di Tebe, tutti suoi complici. Intanto, Neferet aiuta Pazair a sgominare qualche agente mercante alleato di Bel-Tran. Quest'ultimo e Tapeni ordiscono allora un traffico di amuleti sessuali, la cui importazione è illegale, da vendere a dei notabili per compromettere la loro reputazione; ma grazie alla prostituta Sababu, Neferet riferisce l'affare a Pazair e Kem, e quest'ultimo fa arrestare Tapeni. Questa confessa di lavorare per il siriano e di voler provocare uno scandalo tra Pazair e Neferet, che sarebbero ufficialmente dediti a pratiche disdicevoli; denunciata apposta da Bel-Tran perché stufo dei suoi fallimenti, la donna viene arrestata e condannata a perdere i suoi diritti civili, col beneficio di Suti che perde la sua condanna.
Poco dopo, Pazair e Kem rintracciano Mentmose, momentaneamente rifugiatosi nel Libano, e raggiungono un porto settentrionale dove lavorano molti commercianti fenici e greci che fanno circolare il denaro, messo al bando nel regno dei Faraoni. Sapendo che Mentmose ama frequentare luoghi del genere, i due sgominano la rete dell'ex capo della polizia e poi sbarcano per la città costiera di Rakotis: lì, Mentmose li attacca a bordo della sua imbarcazione, mette fuori gioco Uccisore e affronta Kem, ma d'un tratto viene colpito alla nuca da un pesce gatto e cade in acqua annegando. Tornato a Menfi, Pazair distrugge ogni prova di potere che aveva l'ex capo di polizia. Questa e altre imprese portano a una perdita di alleati di Bel-Tran a corte, che passano dalla parte di Pazair. Per continuare a minare il prestigio del Faraone, il furibondo direttore della Doppia Casa Bianca fa allora spedire lingotti d'oro di pessima qualità in Asia per minare i rapporti con l'Egitto; per riparare il danno, l'ambasciatore d'Asia esige che venga versato il doppio della quantità prevista, ma per colpa dello stesso Bel-Tran le riserve sono ora insufficienti. In quel momento Pazair riceve anche la notizia che Suti ha preso Copto con la diplomazia, e serve il corpo d'armata di Tebe per sgominare la ribellione; il visir decide invece di negoziare personalmente con l'amico per scendere a patti, e si reca così a Kopto insieme a Kem e a Uccisore. Ricongiuntisi, i due amici condividono le loro avventure tra loro, e Suti propone l'oro preso dalla città perduta nel deserto per ovviare il problema dei lingotti da spedire in Asia. Ma l'inghiottitore di ombre, che seguiva il gruppo, mira Pazair con una freccia, al che Suti si frappone e viene colpito al suo posto; durante la fuga dell'assalitore, Kem recupera un coltello di ossidiana che ha lasciato cadere.
Nel frattempo, la regina madre Tuya riceve la dama Silkis nella capitale a Pi-Ramses, e le fa bere birra mista a mandragora, insapore ma capace di sciogliere la lingua: Silkis la beve e, oltre ad affermare di essere estranea alla morte di Branir, rivela i problemi di regno che il faraone Ramses sta passando e le manie del marito Bel-Tran. La donna viene così allontanata da Pi-Ramses, e torna alla sua villa dove si consuma nella propria follia. Kem raggiunge invece il mummificatore Djui e gli restituisce il coltello d'ossidiana, che usa per aprire il fianco dei cadaveri: il proprietario viene riconosciuto in quanto il coltello presenta il marchio dei mummificatori e un numero corrispondente al laboratorio di Saqqara. Kem ha anche saputo che Djui, prima che diventasse mummificatore, è stato prima cacciatore di uccelli e poi assistente al laboratorio dell'ospedale, e oltretutto ha l'abitudine di comunicare sempre il momento di abbandonare il posto, ma i suoi spostamenti, nei quali egli si è sempre portato con sé il suo coltello in ossidiana, sono coincisi con quelli del visir. Come conferma al prezzo dei suoi assassini, in quattro vasi canopici vi si trovano dei lingotti d'oro, che Djui confessa essere il pagamento di Bel-Tran. Identificato così come l'inghiottitore di ombre, il braccio destro di Bel-Tran e colui che ha assassinato i veterani superstiti, Djui viene assalito e fatto fuori da Uccisore.
Ormai il potere di Bel-Tran vacilla, mentre i cospiratori cadono uno dopo l'altro, ma il giorno della festa di rigenerazione è ormai vicinissimo e il tempo stringe. In qual momento, Pazair medita e riesce a battere piste che prima non aveva percorso. All'alba del giorno decisivo si presenta al cospetto di Ramses e invita Bagey a fare altrettanto. L'ex visir obbedisce, ma siccome non si inginocchia, viene additato come il vero istigatore del complotto, lui che era sempre stato un uomo retto prima di venire convinto da Bel-Tran a porsi dalla sua parte, attirato dalle sue promesse; subito Pazair strappa dalle mani di Bagey la sua collana, chiamata "cuore di rame", simbolo della coscienza dei doveri di visir e dono del faraone in segno di riconoscimento per i servigi resi; contro ogni probabilità, all'interno si nasconde il testamento degli dei. Fidandosi di Bagey, Pazair non aveva mai sospettato di colui che aveva ordinato il trasferimento del capo delle guardie della sfinge, responsabilità ricaduta sul generale Asher, manipolato Mentmose, così preoccupato di conservare il proprio posto da eseguire gli ordini senza comprenderli, e permesso a Bel-Tran di scalare le gerarchie indisturbato; lui, il burattinaio, lasciava che Pazair si confidasse con lui, e invece di dargli man forte condivideva le sue mosse con il complice Bel-Tran, su cui era focalizzata tutta l'attenzione dei protagonisti. I cospiratori ignoravano il ruolo di Bagey e anzi diffidavano di lui, e quando Qadash, Denes e Sheshi sono divenuti ostacoli, Bagey ha voluto farli morire in un modo o nell'altro. Branir godeva di una posizione favorevole ed era grande alleato e informatore di Pazair, e in cinque lo sapevano: Bagay, il Faraone, il predecessore di Branir, Nebamon e il suo complice Mentmose, di cui gli ultimi due Pazair aveva sempre sospettato. L'arma del delitto, l'ago di madreperla, sembrava ricollegarsi a una donna, ovvero Tapeni, Silkis o Nenofar, ma non era stata nessuna delle tre, né il predecessore di Branir, che il giorno dell'assassinio è sempre restato a Karnak, lontano da Menfi, né l'inghiottitore di ombre, che invece agiva nell'oscurità; resta dunque Bagey, che conosceva bene la sua dimora e le sue abitudini, e col pretesto di congratularlo è andato a visitarlo in un'ora in cui nessuno l'avrebbe notato, per poi ucciderlo con l'ago rubato da Silkis.
Questa è la fine di Bagey "il vile", Bel-Tran "l'avido" e Silkis "l'ipocrita", che vengono condannati a morte. Mentre Silkis muore nella propria casa per inedia, divorata dalla propria follia, suo marito Bel-Tran, circondato e catturato da Kem nei suoi uffici della Doppia Casa Bianca e quindi rinchiuso nella caserma al comando del generale Suti, viene costretto da Pantera a divorare le sue amate monete d'argento per il resto dei suoi giorni. Ramses, al fianco di Pazair, conduce invece Bagey alla grande piramide e lo costringe a entrare: il sarcofago è apparentemente vuoto, e Bagey esce, per poi venire fulminato all'uscita della piramide. Col cuore in pace, il re compie così la festa di rigenerazione, mentre la statua di Branir viene deposta nella parte segreta del tempio con quella degli altri saggi in esso accolti, davanti a Pazair e Neferet.

## Personaggi
- Pazair: protagonista della serie, divenuto visir d'Egitto col patrocinio del Faraone Ramses.
- Ramses II: il Faraone d'Egitto, nominato come Ramses il Grande. È vicino alla sua festa della rigenerazione, ma scoprirà che il suo testamento degli dei è stato rubato e trafugato.
- Neferet: abile medico, allieva del defunto saggio Branir e moglie di Pazair.
- Suti: affascinante e coraggioso guerriero, grande amico e fratello di sangue di Pazair e allegrone del suo villaggio. Dopo che ha ucciso il generale Asher nel capitolo precedente, inizia il terzo libro esiliato in una fortezza egizia in Nubia a causa di un'accusa dalla dama Tapeni.
- Kem: nubiano e ora capo della polizia, va sempre in giro con il suo babbuino Uccisore.
- Bel-Train: un ambizioso e abile finanziere e capo della Doppia Casa Bianca e dunque ministro delle finanze, vive con la moglie Silkis, una donna grassa che si sottomette volentieri al marito. Alla fine del secondo libro si è rivelato un pericoloso antagonista, che vuole soverchiare le tradizioni dell'Egitto e trasformarlo in un paese dove vige il profitto.
- Kani: ex ortolano e mandriano, ora sommo sacerdote del tempio di Karnak, è alleato prezioso del suo salvatore Pazair.
- Mentmose: ex capo della polizia di Menfi, rovinato dalla propria scarsa visione della giustizia e sostituito per questo da Kem. Si allea con Bel-Tran per vendicarsi del nubiano.
- Bagey: anziano visir dell'Egitto, ha ceduto il suo posto a Pazair nel libro precedente.
- Tapeni: una signora benestante, minuta ma seducente e vivace. Si è vendicata di Suti alla fine del libro precedente in quanto questi aveva commesso a detta sua un adulterio in quanto egli aveva sposato prima lei e poi la libica Pantera. Diventa alleata di Bel-Tran per sbarazzarsi di Pazair e Suti.
- Adafi: un capo libico, si atteggia come profeta di un dio vendicatore, ed è sostenuto da due principi asiatici e dai beduini.
- Pantera: una libica estremamente attraente, dai capelli biondi e gli occhi di brace. Nonostante disprezzi l'Egitto in quanto artefice delle umiliazioni del suo popolo, ha instaurato con Suti un rapporto amoroso, e lo salverà da vari pericoli nel deserto.
- Djui: il mummificatore ufficiale.
- Sababu: una prostituta.
- Fekty: chiamato "il tosato", è il proprietario di una villa sulla riva del Nilo e di un allevamento di cavalli, alcuni destinati alle scuderie reali. È anche colui che aveva accusato Kem di un furto d'oro mai commesso e gli aveva fatto tagliare il naso. Bel-Tran si servirà di lui per seminare il caos tra i lavoratori ad Abido, ma Pazair e Kem sventeranno il suo piano.

## Edizioni
- Christian Jacq, Il romanzo di Kheops - Il ladro di ombre, traduzione di Francesco Saba Sardi, Mantova, Mondadori, 1998,  p. 363, ISBN 978-8804452867.

- Christian Jacq, Il romanzo di Kheops - Il ladro di ombre, traduzione di Francesco Saba Sardi, Oscar Best Sellers, Mantova, Mondadori, 2000, ISBN 978-8804478560.